# 平镇高速公路
平利至镇坪高速公路，简称平镇高速，是中国国家高速公路网联络线安来高速公路（G6911）的重要路段，也是陕西省“2367”高速公路网十八条联络线之一的“平镇线”。线路起于安康市平利县城关镇龙古村，设龙古枢纽立交与安平高速公路相接，经广佛镇，镇坪县曾家镇、牛头店镇、城关镇、钟宝镇，止于陕渝界鸡心岭隧道，与重庆市巫溪至陕渝界高速公路相接，全长84.847公里。项目由陕西交通控股集团投资建设，于2016年10月11日正式开工建设，2020年8月28日建成通车，是陕西省“十三五”县县通高速重点项目，也是中华人民共和国交通运输部确定的“绿色公路典型示范项目”，总投资110.41亿元人民币。

## 工程规模
主线全长84.847公里，其中，起点至鸡心岭隧道北口段长81.417公里，由陕西省负责建设；鸡心岭隧道北口至陕渝界段长3.43公里，由重庆市负责整体建设；广佛立交连接线长4.205公里。项目主线采用双向四车道高速公路标准，路基宽25.5米，设计速度80公里/小时；广佛立交连接线采用二级公路标准，路基宽8.5米，设计速度40公里/小时；全线新建桥梁32432.1米/83座，隧道32547.18米/24座，互通式立交6处，服务区2处，停车区1处，匝道收费站5处。全线共穿过断层110余处，桥隧比例达82.62%，控制性工程3处，均为特长隧道。

### 化龙山隧道
位于镇坪县境内，是全线控制性工程之一。全长5053米，最大埋深约520米，穿越断层破碎带8处1080米。于2019年7月30日双线贯通。

### 秋山隧道
进口位于平利县广佛镇，出口位于镇坪县曾家镇，左线全长7654米、右线全长7670米，隧道内设置长度751米通风斜井一座，最大埋深614米，穿越断层破碎带24处3270米，于2016年10月开工建设，2019年10月3日双幅贯通。

### 古仙洞隧道
位于平利县城关镇，左线长4903米，右线长4910米，最大埋深370余米，于2019年11月19日双洞贯通。

## 建设历程
- 2013年3月，平镇高速公路环境影响评价报告书公示。
- 2013年5月，平镇高速公路升格为国家高速公路网项目。
- 2014年2月，平镇高速公路环境影响评价报告书补充公示[12]。
- 2016年9月30日，平镇高速公路可行性研究报告获得中华人民共和国国家发展和改革委员会以发改基础〔2016〕2084号文件批复[13]。
- 2016年10月11日，平利至镇坪（陕渝界）高速公路正式开工[1]。
- 2017年1月22日，平利至镇坪（陕渝界）高速公路初步设计正式获得中华人民共和国交通运输部批复[14]。
- 2018年7月，平利至镇坪（陕渝界）高速公路工程项目建设用地正式通过中华人民共和国国务院批准，并获得中华人民共和国自然资源部批复（自然资函〔2018〕161号），共计批准建设用地334.6771公顷[15]。
- 2020年8月7日，平利至镇坪高速公路路面、交安工程通过交工验收。路面工程综合得分为98.9分，交安工程综合得分为98.8分，质量等级评定为合格[16]。
- 2020年8月28日，平利至镇坪高速公路通车仪式在镇坪县举行[2]。

## 车辆通行费

### 客车
| 类别 | 车辆类型       | 核定载人数 | 说明                                             | 道路费率标准（元/车·公里） | 秋山隧道加收标准（元/车次） |
| ---- | -------------- | ---------- | ------------------------------------------------ | -------------------------- | --------------------------- |
| 1类  | 微型、小型     | ≤9         | 车长小于6000mm且核定载人数不大于9人的载客汽车    | 0.60                       | 10                          |
| 2类  | 中型乘用车列车 | 10-19—     | 车长小于6000mm且核定载人数为10-19人的载客汽车—   | 1.06                       | 20                          |
| 3类  | 大型           | ≤39        | 车长不小于6000mm且核定载人数不大于39人的载客汽车 | 1.36                       | 30                          |
| 4类  | 大型           | ≥40        | 车长不小于6000mm且核定载人数不小于40人的载客汽车 | 1.63                       | 40                          |

### 货车及专项作业车
| 类别 | 总轴数（含悬浮轴） | 说明                                         | 道路费率标准（元/车·公里） | 秋山隧道加收标准（元/车次） |
| ---- | ------------------ | -------------------------------------------- | -------------------------- | --------------------------- |
| 1类  | 2                  | 车长小于6000mm且最大允许总质量小于4500kg     | 0.60                       | 10                          |
| 2类  | 2                  | 车长不小于6000mm且最大允许总质量不小于4500kg | 1.08                       | 18                          |
| 3类  | 3                  | —                                            | 1.74                       | 29                          |
| 4类  | 4                  | —                                            | 2.11                       | 35                          |
| 5类  | 5                  | —                                            | 2.32                       | 39                          |
| 6类  | 6                  | —                                            | 2.45                       | 41                          |

大件运输车辆通行高速公路，道路收费以1类货车收费标准为基数，7轴收费系数为7，7轴以上按每增加一轴增加收费系数1，依此类推，最高至15轴。15轴以上收费系数统一按15轴执行。

## 沿线设施列表
| 地区                                                                                         | 里程 | 类型                              | 名称           | 连接           | 说明 |
| -------------------------------------------------------------------------------------------- | ---- | --------------------------------- | -------------- | -------------- | ---- |
| 安康市 平利县                                                                                |      | 枢纽 · 主线出入口                 | 龙古           | 安平高速       |      |
| 安康市 平利县                                                                                |      | 隧道                              | 冲口河隧道     | 冲口河隧道     |      |
| 安康市 平利县                                                                                |      | 隧道                              | 平利南隧道     | 平利南隧道     |      |
| 安康市 平利县                                                                                |      | 隧道                              | 古仙洞隧道     | 古仙洞隧道     |      |
| 安康市 平利县                                                                                |      | 隧道                              | 佛殿山隧道     | 佛殿山隧道     |      |
| 安康市 平利县                                                                                |      | 隧道                              | 回龙观隧道     | 回龙观隧道     |      |
| 安康市 平利县                                                                                |      | 隧道                              | 洪家院隧道     | 洪家院隧道     |      |
| 安康市 平利县                                                                                | 15   | 停车场 · 加油设施 · 修车站 · 餐厅 | 天书峡服务区   | 天书峡服务区   |      |
| 安康市 平利县                                                                                | 19   | 出入口                            | 广佛           | 225省道        |      |
| 县界                                                                                         |      | 隧道                              | 秋山隧道       | 秋山隧道       |      |
| 安康市 镇坪县                                                                                | 33   | 出入口                            | 曾家           | 225省道        |      |
| 安康市 镇坪县                                                                                |      | 隧道                              | 化龙山隧道     | 化龙山隧道     |      |
| 安康市 镇坪县                                                                                |      | 隧道                              | 牛头店隧道     | 牛头店隧道     |      |
| 安康市 镇坪县                                                                                | 43   | 出入口 · 停车场                   | 牛头店         | 225省道        |      |
| 安康市 镇坪县                                                                                |      | 隧道                              | 黄龙沟隧道     | 黄龙沟隧道     |      |
| 安康市 镇坪县                                                                                |      | 隧道                              | 白头岭一号隧道 | 白头岭一号隧道 |      |
| 安康市 镇坪县                                                                                |      | 隧道                              | 白头岭二号隧道 | 白头岭二号隧道 |      |
| 安康市 镇坪县                                                                                |      | 隧道                              | 白头岭三号隧道 | 白头岭三号隧道 |      |
| 安康市 镇坪县                                                                                |      | 隧道                              | 茶店一号隧道   | 茶店一号隧道   |      |
| 安康市 镇坪县                                                                                |      | 隧道                              | 茶店二号隧道   | 茶店二号隧道   |      |
| 安康市 镇坪县                                                                                |      | 隧道                              | 朝阳隧道       | 朝阳隧道       |      |
| 安康市 镇坪县                                                                                | 60   | 出入口                            | 镇坪           | 225省道        |      |
| 安康市 镇坪县                                                                                |      | 隧道                              | 镇坪一号隧道   | 镇坪一号隧道   |      |
| 安康市 镇坪县                                                                                |      | 隧道                              | 镇坪二号隧道   | 镇坪二号隧道   |      |
| 安康市 镇坪县                                                                                |      | 隧道                              | 曙河口隧道     | 曙河口隧道     |      |
| 安康市 镇坪县                                                                                |      | 隧道                              | 锦鸡洞隧道     | 锦鸡洞隧道     |      |
| 安康市 镇坪县                                                                                | 70   | 停车场 · 加油设施 · 修车站 · 餐厅 | 镇坪服务区     | 镇坪服务区     |      |
| 安康市 镇坪县                                                                                | 73   | 出入口                            | 钟宝           | 541国道        |      |
| 安康市 镇坪县                                                                                |      | 隧道                              | 长沙坝隧道     | 长沙坝隧道     |      |
| 安康市 镇坪县                                                                                |      | 隧道                              | 天生桥一号隧道 | 天生桥一号隧道 |      |
| 安康市 镇坪县                                                                                |      | 隧道                              | 天生桥二号隧道 | 天生桥二号隧道 |      |
| 陕渝界                                                                                       |      | 隧道                              | 鸡心岭隧道     | 鸡心岭隧道     |      |
| 1.000 英里 = 1.609 千米；1.000 千米 = 0.621 英里 并行路段 • 已关闭／取消 • 限制进入 • 未开放 |      |                                   |                |                |      |